# Bazugues
 Bazugues  es una localidad y comuna de Francia, en la región de Mediodía-Pirineos, departamento de Gers, en el distrito y cantón de Mirande.
Su población en el censo de 1999 era de 55 habitantes.
Está integrada en la Communauté de communes Vals et Villages en Astarac.

## Demografía
| 69 | 68 | 57 | 56 | 67 | 55 |
| Para los censos de 1962 a 1999 la población legal corresponde a la población sin duplicidades (Fuente: INSEE [Consultar]) |    |    |    |    |    |